# Ebrima Camara (Leichtathlet)
Ebrima Camara (* 18. September 1996 in Bundung) ist ein gambischer Leichtathlet, der sich auf den Sprint spezialisiert hat. Aktuell ist er Inhaber des Landesrekordes im 100-Meter-Lauf.

## Sportliche Laufbahn
Erste internationale Erfahrungen sammelte Ebrima Camara 2013 bei den Jugendafrikameisterschaften in Warri, bei denen er im 100-Meter-Lauf in 10,91 s den vierten Platz belegte. Anschließend schied er bei den Juniorenafrikameisterschaften in Réduit mit 11,27 s im Vorlauf aus und gewann mit der gambischen 4-mal-400-Meter-Staffel in 3:14,8 min die Silbermedaille. Zwei Jahre später erreichte er bei den Juniorenafrikameisterschaften in Addis Abeba in 10,91 s Rang sieben über 100 Meter und belegte mit der 4-mal-100-Meter-Staffel in 42,00 s Platz sechs. Daraufhin nahm er erstmals an den Afrikaspielen in Brazzaville teil und schied dort mit 10,60 s und 40,09 s in beiden Bewerben in der Vorrunde aus. 2017 gelangte er bei den Islamic Solidarity Games in Baku bis in das Halbfinale über 100 Meter, in dem er mit 10,66 s ausschied. Zudem belegte er mit der Staffel in 40,20 s Platz vier. Im Jahr darauf schied er bei den Commonwealth Games im australischen Gold Coast über 100 Meter mit 10,50 s und mit der Staffel mit 40,57 s im Vorlauf aus und konnte sich auch im 200-Meter-Lauf mit 21,58 s nicht für eine weitere Runde qualifizieren. 2019 belegte er bei den Afrikaspielen in Rabat in 10,33 s den siebten Platz über 100 Meter und wurde mit der Staffel in 39,44 s Vierter, während er über 200 Meter mit 20,82 s im Halbfinale ausschied. Damit qualifizierte er sich auch für die Weltmeisterschaften in Doha, bei denen er mit 10,38 s in der Vorrunde ausschied. 2021 qualifizierte er sich über die Weltrangliste über 100 m für die Olympischen Sommerspiele in Tokio und schied dort mit 10,33 s im Vorlauf aus. Während der Eröffnungsfeier (gemeinsam mit der Leichtathletin Gina Bass) sowie auch der Schlussfeier war er der Fahnenträger seiner Nation.
2022 erreichte er bei den Afrikameisterschaften in Port Louis das Halbfinale über 100 Meter und schied dort mit 10,38 s aus und über 200 Meter kam er mit 21,04 s nicht über die Vorrunde hinaus. Anschließend erreichte er bei den Weltmeisterschaften in Eugene die Hauptrunde und schied dort mit 10,48 s aus. Bei den Commonwealth Games in Birmingham belegte er in 40,18 s den sechsten Platz in der 4-mal-100-Meter-Staffel und daraufhin gelangte er bei den Islamic Solidarity Games in Konya mit 20,84 s auf den vierten Platz über 200 Meter und wurde auch mit der Staffel in 39,27 s Vierter. Im Jahr darauf siegte er in windunterstützten 9,96 s beim Meeting International de Dakar. Im August schied er bei den Weltmeisterschaften in Budapest mit 10,20 s im Vorlauf über 100 Meter aus. 2024 belegte er bei den Afrikaspielen in Accra in 10,56 s den achten Platz über 100 Meter und gelangte mit der Staffel mit 38,24 s auf Rang fünf und stellte damit einen neuen Landesrekord auf. Im Juni schied er bei den Afrikameisterschaften in Douala mit 10,34 s im Semifinale über 100 Meter aus und verpasste mit der Staffel mit 39,79 s den Finaleinzug. Anschließend verbesserte er den Landesrekord über 100 Meter in der Schweiz auf 9,98 s und schied dann bei den Olympischen Sommerspielen in Paris mit 10,21 s in der ersten Runde aus.

## Persönliche Bestleistungen
- 100 Meter: 9,98 s (+1,9 m/s), 14. Juli 2024 in La Chaux-de-Fonds (gambischer Rekord)
  - 60 Meter (Halle): 6,63 s, 13. Februar 2024 in Belgrad (gambischer Rekord)
- 200 Meter: 20,82 s (−0,2 m/s), 29. August 2016 in Rabat
- 400 Meter: 48,81 , 29. März 2014 in Arkansas City

## Auszeichnungen und Ehrungen
- 2021: Ehrenbürgerwürde (the keys to the city) von Kanifing Municipal[2]